# Martin iz Loke
Martin iz Loke, slovenski pisar, * ~ 1430, Škofja Loka (?), † ~ 1490, Škofja Loka (?).

## Življenje in delo
O rojstvu, šolanju in delu Martina iz Loke ni ohranjenih podatkov. Znano je le, da je leta 1466, napisal t. i. Škofjeloški rokopis. Rokopis je posvetne vsebine in vsebuje stara slovenska imena mesecev. Zapisana so v naslednjem vrstnem redu: Prosynicz, Setstzan, Susecz, Maly Trawen, Weliky Trawen, Bobouczwett, Maly Serpan, Weliky Serpan, Poberuch, Listognoy, Kozowpersthk in Gruden.
Poleg slovenskih imen sam rokopis vsebuje tudi nemški horoskop.